# Chrysiptera cymatilis
Chrysiptera cymatilis är en fiskart som beskrevs av Allen, 1999. Chrysiptera cymatilis ingår i släktet Chrysiptera och familjen Pomacentridae. Inga underarter finns listade i Catalogue of Life.